# Apollon de Piombino
Pour les articles homonymes, voir Apollon (homonymie).
L’Apollon de Piombino est une statue d'Apollon en bronze de style archaïque tardif qui représente le dieu comme un kouros ; il pourrait aussi s'agir d'un adorateur apportant une offrande. Elle est aujourd'hui conservée au musée du Louvre à Paris qui l'a achetée en 1834.   

## Origine et datation
La statue fut découverte en 1832 dans une épave, dans le port au large de la pointe sud-ouest de la ville italienne de Piombino (Populonia romaine) en Étrurie, d'où son nom.
Son style archaïque a conduit des érudits comme Reinhard Lullies et Max Hirmer à la dater du Ve siècle av. J.-C. et à situer sa facture dans Grande-Grèce, la zone de culture hellénique du sud de l'Italie ; Kenneth Clark l'a renseignée dans The Nude: A Study in Ideal Form (1956) où il exprime ses réserves sur la sculpture dans son texte, mais attribue le « malaise » à sa rigidité archaïque ; Karl Schefold l'a incluse dans Meisterwerke Griechischer Kunst (1960).
Brunilde Sismondo Ridgway a prouvé qu'il ne s'agissait pas simplement d'une sculpture archaïsante du Ier siècle av. J.-C., du genre conçue pour plaire à un Romain aux goûts raffinés, mais d'une contrefaçon romaine consciemment fabriquée, avec une fausse inscription incrustée d'argent en lettres archaïques sur la jambe gauche. L'inscription consacre cet Apollon à Athéna, une anomalie.
Les deux sculpteurs responsables n'ont pu s'empêcher de cacher à l'intérieur de la sculpture une étiquette en plomb portant leurs noms, retrouvée lors de la conservation de la sculpture en 1842. L'un d'entre eux était un Tyrien émigré à Rhodes. Le site du Louvre ajoute qu'une œuvre comparable découverte en 1977 à Pompéi, dans la maison de C. Julius Polybius, corrobore l'hypothèse d'un pastiche archaïsant, réalisé pour un client romain au Ier siècle av. J.-C..
Des moulages de l'Apollon se trouvent dans les collections d'études universitaires et muséales ; celui réalisé par le Louvre a été restitué à Piombino.

## Description
En bronze incrusté de cuivre et d'argent, elle mesure 1,15 m. de hauteur. Elle représente un jeune homme marchant dans l'attitude des kouroï grecs archaïques du Ve siècle av. J.-C. ; les deux mains avancées devant le corps devaient tenir des offrandes comme le suggère l'Apollon Philésios du Didyméion de Milet du sculpteur Canachos de Sicyone avec lequel elle présente de nombreuses analogies. Les deux bras sont pliés et le pied droit posé en avant. 
Le bronze est incrusté de cuivre pour les lèvres, les sourcils et les mamelons du garçon. Les yeux, qui manquent, étaient d'un autre matériau, peut-être de l'os ou de l'ivoire.

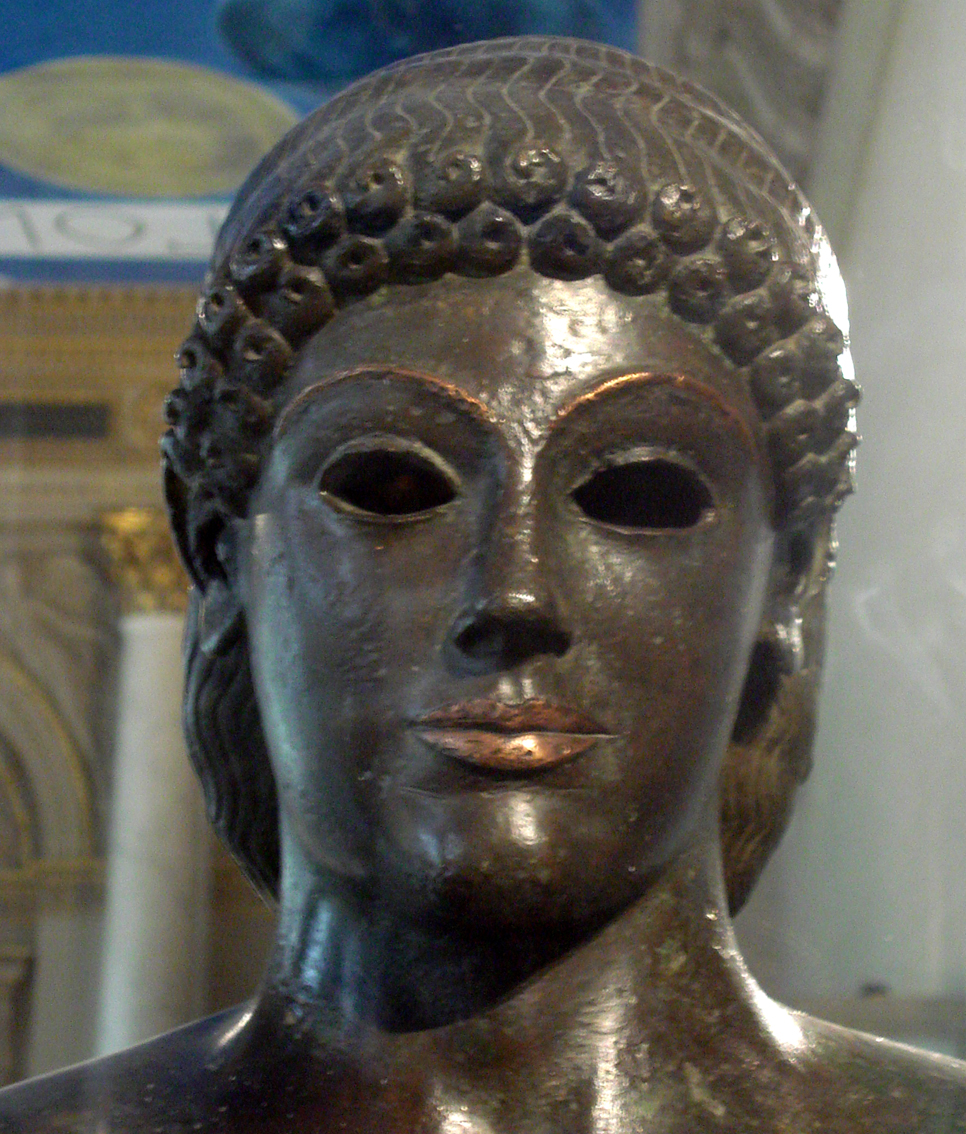

Les traces d'une inscription en dorien subsistent sur le pied gauche, une dédicace à Athéna.
L'attitude est archaïque alors que le dos est modelé avec une souplesse qui confirme la datation tardive.